# Estret d'Ormuz
L'estret d'Ormuz, o d'Hormuz (en persa تنگه هرمز, Tangeh-ye Hormoz; en àrab مضيق هرمز, Madiq Hurmuz), és un braç de mar entre el golf d'Oman, situat al sud-est, i el golf Pèrsic, al sud-oest. Té una longitud d’uns 167 km, amb una amplada que oscil·la entre 96 km i 52 km. A la costa nord hi ha l'Iran i a la costa sud els Emirats Àrabs Units i l'enclavament omanita de Musandam.
Un terç del gas natural liquat del món i gairebé el 25% del consum mundial de petroli passa per l'estret, cosa que el converteix en una ubicació estratègica molt important per al comerç internacional.
Fou refugi de pirates des del segle vii aC fins al xix i tradicionalment l'economia de les terres riberenques estava basada en la pesca i el comerç de perles. Actualment, té una gran importància estratègica, ja que es troba a la sortida del golf Pèrsic, ric en petroli. Conté les illes d'Ormuz, Laraq, Qeshm, Hengam, Tonb i Abu Musa, totes sota sobirania iraniana; de les dues darreres, se'n disputen la sobirania l'Iran i els Emirats Àrabs Units. La ciutat principal de l'estret és el port iranià de Bandar Abbas.

## Etimologia
L'obertura al golf Pèrsic es va descriure, però no se'n va donar un nom, al Periplus of the Erythraean Sea, una guia de navegants del segle I:
| «                                     | A l'extrem superior d'aquestes illes Calaei hi ha una serralada anomenada Calon, i segueix, no gaire més enllà, la desembocadura del golf Pèrsic, on hi ha molt busseig per al musclo de perles. A l'esquerra dels estrets hi ha grans muntanyes anomenades Asabon i a la dreta s'aixeca a la vista una altra muntanya rodona i alta anomenada Semiramis; entre ells el pas per l'estret és d'uns sis-cents estadis; més enllà del qual aquell mar molt gran i ample, el golf Pèrsic, arriba molt a l'interior. A l'extrem superior d'aquest golf hi ha una ciutat-mercat designada per llei anomenada Apologus, situada prop de Charaex Spasini i del riu Eufrates. | » |
| — Periplus del mar Eritre, Capítol 35 | |   |

Als segles X-XVII dC, s'hi va localitzar el Regne d’Ormus, que sembla haver donat nom a l'estret. Els estudiosos, historiadors i lingüistes deriven el nom Ormuz de la paraula persa local هورمغ Hur- Magus que significa palmera datilera. En els dialectes locals d'Hurmoz i Minab aquest estret encara s'anomena Hurmogh i té el significat abans esmentat. La semblança d'aquesta paraula amb el nom del déu zoroastrià هرمز Hormoz (una variant d’Ahura Mazda) ha donat lloc a la creença popular que aquestes paraules estan relacionades. .
Jodocus Hondius etiqueta l'estret de Basora fretum (estret de Bàssora) en el seu mapa de 1606 de l'Imperi Otomà.

## Navegació
Per reduir el risc de col·lisió, els vaixells que es mouen per l'estret segueixen un esquema de separació del trànsit (TSS: Traffic separation scheme): els vaixells entrants utilitzen un carril, els de sortida un altre, amb una amplada de dues milles per carril. Els carrils estan separats per una mitjana de dues milles d'ample.
Per travessar l'estret, els vaixells passen per les aigües territorials de l'Iran i Oman segons les disposicions sobre el pas de trànsit de la Convenció de les Nacions Unides sobre el Dret del Mar. Tot i que no tots els països han ratificat la convenció, la major part dels països, inclosos els Estats Units, accepten aquestes normes de navegació habituals tal com es codifiquen en la Convenció.

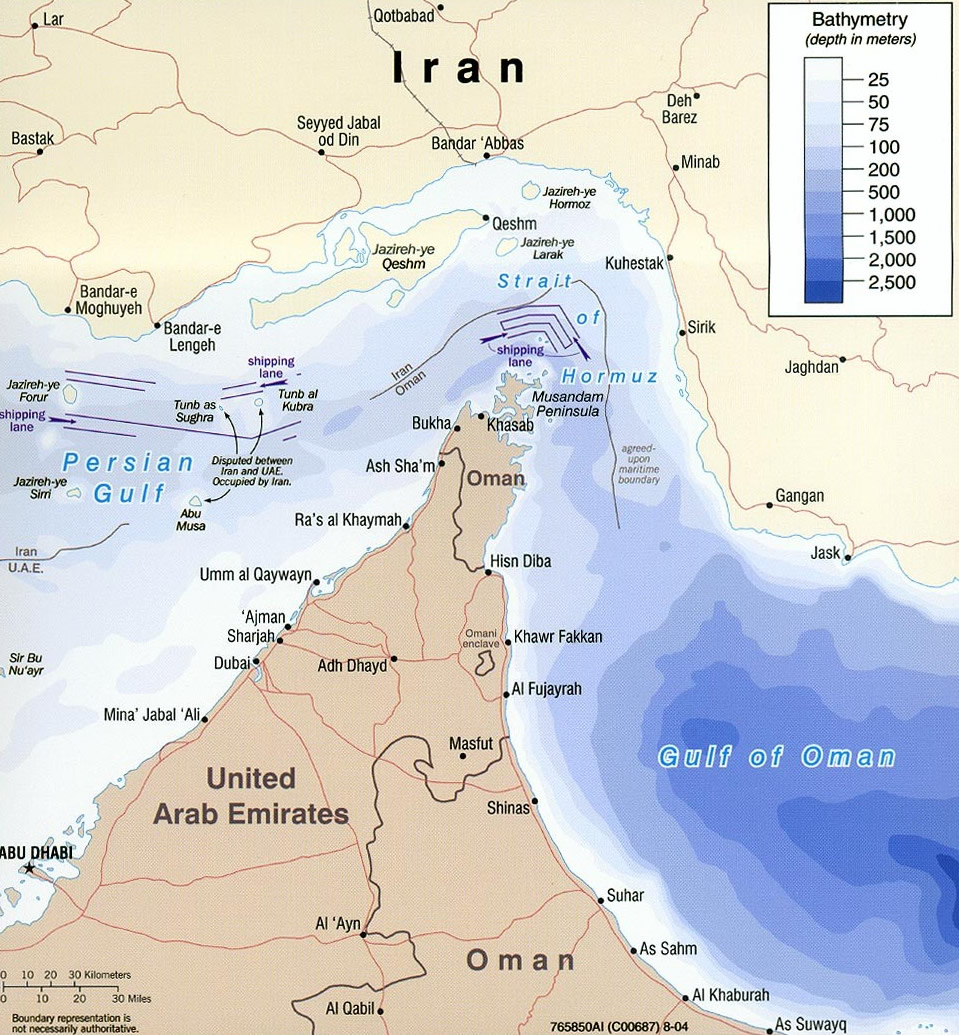
Mapa de l'estret d'Ormuz amb les fronteres polítiques marítimes (2004)

L'abril de 1959 l'Iran va modificar l'estatus legal de l'estret ampliant el seu mar territorial a 12 milles nàutiques (22 km) i declarant que només reconeixeria el trànsit de passatge innocent per la zona recentment expandida. El juliol de 1972, Oman també va ampliar el seu mar territorial a 12 milles nàutiques (22 km) per decret. Així, a mitjan 1972, l'estret d'Ormuz estava completament tancat per les aigües territorials combinades de l'Iran i Oman. Durant la dècada de 1970, ni l'Iran ni Oman van intentar impedir el pas de vaixells de guerra a través de l'estret, però als anys vuitanta, ambdós països van fer afirmacions que eren diferents del dret (antic) consuetudinari. Després de ratificar la UNCLOS l'agost de 1989, Oman va confirmar el seu reial decret de 1981 segons el qual només es permet el passatge innocent pel seu mar territorial. Les declaracions afirmaven a més que era necessari un permís previ abans que els vaixells de guerra estrangers poguessin passar per les aigües territorials omanites. Després de signar la convenció el desembre de 1982, l'Iran va presentar una declaració que afirmava que només els estats part en la Convenció sobre el dret del mar tindran dret a beneficiar-se dels drets contractuals creats en ella, inclòs el dret de trànsit a través dels estrets que s'utilitzen per navegació. El maig de 1993, l'Iran va promulgar una llei integral sobre zones marítimes, diverses disposicions de les quals entren en conflicte amb les disposicions de la UNCLOS, inclòs el requisit que els vaixells de guerra, submarins i vaixells amb motor nuclear obtinguin permís abans d'exercir el pas per les aigües territorials de l'Iran. Els Estats Units no reconeixen cap de les reclamacions d'Oman i l'Iran i les ha desafiat.
Oman disposa d’un radar Link Quality Indicator (LQI) per controlar el TSS a l'estret d’Ormuz. Aquest lloc es troba en una petita illa de Musandam.

## Flux comercial del petroli

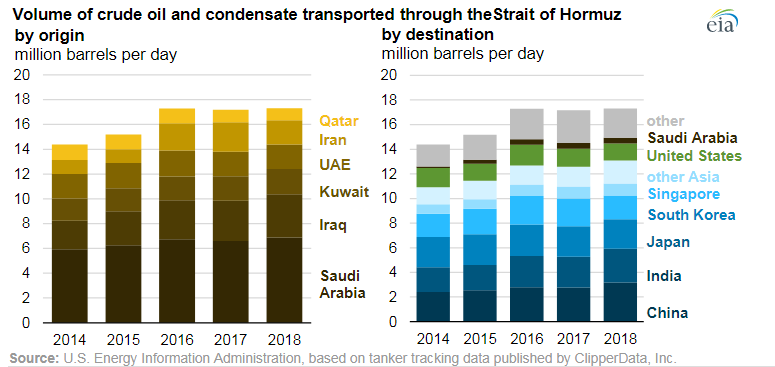
Comerç de petroli a través de l'estret per origen i destinació, 2014-2018

Un informe de 2007 del Centre d'Estudis Estratègics i Internacionals també va declarar que 17 milions de barrils passaven diaris del golf Pèrsic, però que els fluxos de petroli a través de l'estret representaven aproximadament el 40% de tot el petroli comercialitzat al món.
Segons l’Administració d'informació d'energia dels EUA, el 2011, una mitjana de 14 vaixells cisterna al dia van sortir del golf Pèrsic a través de l'estret transportant 17 milions de barrils (2.700.000 m³) de petroli cru. Es deia que representava el 35% dels enviaments marítims de petroli del món i el 20% del petroli comercialitzat a tot el món. L'informe afirmava que més del 85% d'aquestes exportacions de cru es destinaven als mercats asiàtics, sent el Japó, l'Índia, Corea del Sud i la Xina les destinacions més importants. Només el 2018, 21 milions de barrils diaris van passar per l'estret; això significa 1.170 milions de dòlars de petroli al dia, als preus del setembre de 2019.

## Capacitat de l'Iran per dificultar el transport
Millennium Challenge 2002 va ser un important exercici de joc de guerra realitzat per les forces armades dels Estats Units el 2002. Segons un article de 2012 a The Christian Science Monitor, simulava un intent de l'Iran de tancar l'estret. Els supòsits i els resultats van ser controvertits. A l'article, l'estratègia de l'Iran supera les forces armades nord-americanes materialment superiors.
Un article de 2008 a International Security afirmava que l'Iran podria tancar o impedir el trànsit a l'estret durant un mes, i que un intent dels Estats Units de reobrir-lo podria augmentar el conflicte. En un número posterior, però, la revista va publicar una resposta que qüestionava uns quants supòsits clau i suggeria un termini molt més curt per a la reobertura.
El desembre de 2011, la Marina de la República Islàmica de l'Iran va iniciar un exercici de deu dies en aigües internacionals al llarg de l'estret. El contraalmirall iranià Habibollah Sayyari va declarar que l'estret no es tancaria durant l'exercici; Les forces iranianes podrien aconseguir-ho fàcilment, però aquesta decisió s'ha de prendre en l'àmbit polític.
El capità John Kirby, portaveu del Pentàgon, va ser citat en un article de Reuters de desembre de 2011: «Els esforços per augmentar la tensió en aquesta part del món són inútils i contraproduents. Per la nostra banda, estem còmodes que tenim capacitats suficients a la regió, per honrar els nostres compromisos amb els nostres amics i socis, així com amb la comunitat internacional». En el mateix article, Suzanne Maloney, experta sobre l'Iran a la Brookings Institution, va dir: «L'expectativa és que l'exèrcit estatunidenc pugui abordar qualsevol amenaça iraniana amb relativa rapidesa».
El general Martin Dempsey, president de l'Estat Major Conjunt, va dir el gener de 2012 que l'Iran «ha invertit en capacitats que podrien, de fet, bloquejar l'estret d'Ormuz durant un període». També va declarar: «Hem invertit en capacitats per assegurar-nos que si això passa, podem derrotar-ho».
Un article de maig de 2012 de Nilufer Oral, un investigador turc de dret marítim, conclou que tant la UNCLOS com la Convenció de 1958 sobre l'Alta Mar es violarien si l'Iran seguia la seva amenaça de bloquejar el pas de vaixells com els petroliers, i que l'acte de pas no està relacionat legalment amb la imposició de sancions econòmiques. L'article assegura a més que un estat costaner pot impedir el trànsit o el pas innocent no suspensible només si: 1) hi ha amenaça o ús real de la força, que es produeix durant el pas, en contra de la sobirania, la integritat territorial o la independència política d'un estat; o 2) el vaixell de qualsevol altra manera infringeix els principis del dret internacional incorporats a la Carta de les Nacions Unides.

## Rutes d'enviament alternatives

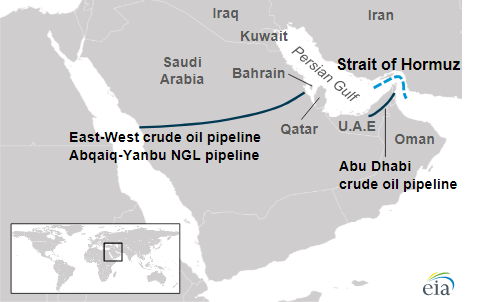
Mapa de l'oleoducte Habshan – Fujairah i de l'oleoducte Est-Oest

El juny de 2012, l'Aràbia Saudita va reobrir el gasoducte de l’Iraq a través de l’Aràbia Saudita (IPSA), que va ser confiscat a l'Iraq el 2001 i que transcorre des de l’Iraq a través de l’Aràbia Saudita fins a un port de la Mar Roja, amb una capacitat d’1,65 milions de barrils diaris.
El juliol de 2012, els Emirats Àrabs Units van començar a fer servir el nou oleoducte Habshan – Fujairah des dels camps Habshan d'Abu Dhabi fins a la terminal petroliera de Fujairah al golf d’Oman, evitant l'estret d’Ormuz. Té una capacitat màxima d’uns 2 milions de barrils diaris, que representa més de tres quartes parts de la producció de 2012 als Emirats Àrabs Units. Els Emirats Àrabs Units també augmenten les capacitats d'emmagatzematge i descàrrega de Fujairah. Construeixen els dipòsits de cru amb més capacitat del món a Fujairah amb una capacitat de 14 milions de barrils per millorar el creixement de Fujairah com a centre mundial de comerç i petroli. La ruta Habshan - Fujairah garanteix la seguretat energètica dels Emirats Àrabs Units i té l'avantatge de ser un transport per gasoductes terrestres que es considera la forma més barata de transport de petroli i que també redueix els costos de l'assegurança, ja que els petrolers ja no entrarien al golf Pèrsic.
En un article de política exterior del juliol del 2012, Gal Luft va comparar l’Iran i l'estret d’Ormuz amb l'Imperi Otomà i els Dardanels, un punt d'estrangulament per als enviaments de cereals russos fa un segle. Va indicar que les tensions que impliquen l'estret d'Ormuz estan portant aquells que actualment depenen dels enviaments del golf Pèrsic a trobar capacitats alternatives de transport marítim. Va afirmar que l'Aràbia Saudita estava considerant construir nous oleoductes cap a Oman i el Iemen i que l'Iraq podria reactivar l'oleoducte Iraq-Síria en desús per enviar cru a la Mediterrània. Luft va afirmar que reduir el trànsit d'Ormuz «presenta a Occident una nova oportunitat per augmentar la seva estratègia actual de contenció de l'Iran».